# 御制通州石道碑
御制通州石道碑或称御制朝阳门至通州石道碑，位于北京市通州区永顺地区五里店西、京通快速路北侧，八里桥南街。是清代雍正十一年（1733年），因京通石道而立的御碑:32。
石道碑位于朝阳区八里桥（永通桥）桥东:32。两者于1984年，以永通桥及石道碑之名列为第三批北京市文物保护单位。2006年，以永通桥及石道碑之名列为第六批全国重点文物保护单位——京杭大运河的子项。2013年，合并至大运河。

## 历史
雍正七年（1729年），雍正帝下令修建京通石道。次年完工。雍正十一年（1733年），在通州八里桥桥东立御制朝阳门至通州石道碑，并建有碑亭。碑身正面的满汉碑文由雍正帝御笔亲书，记述修建京通石道的相关事宜。乾隆年间，重修京通石道，立重修朝阳门石道碑。石碑、碑亭规制与御制通州石道碑相同。
1900年，八國聯軍进攻北京，碑亭被毁。此后，石道碑保护尚好。1984年5月，御制通州石道碑及临近的八里桥（永通桥）以永通桥及石道碑之名，列为第三批北京市文物保护单位。
2005年初，通州区北苑高架桥北侧辅路项目与御制通州石道碑的原址保护产生冲突。按项目计划，要将石道碑迁至它处。经过时任通州区文物管理所文物科副科长任德永的争取，最终得到“碑不迁移，原址不动；调整设计，路绕碑行，且为碑建亭”的答复。同年，通州区人民政府在八里桥南街、京通快速路北侧复建碑亭。碑亭为旧样复建的四角琉璃亭。亭高12米，覆盖黄色琉璃瓦，双围柱，重檐歇山顶，雕梁画栋。日后易地重建的重修朝阳门石道碑碑亭亦与之类似。
2006年，永通桥及石道碑列为第六批全国重点文物保护单位——京杭大运河的子项。2013年，合并至大运河。

## 石碑
御制通州石道碑由青石制成，为传统螭首龟趺形制，由碑额、碑身、碑趺三部分组成，碑趺下有两块长方形巨石拼成的托石座:32。
整体高7米。碑高5米，宽1.6米，厚0.8米。集圆雕、浮雕、线刻工艺于一身。碑额篆刻“御制”二字，碑身正面四周雕群龙戏水，两侧各浮雕一条翻海腾云的升龙。精雕细刻，生动形象:32。碑身正面为雍正帝书写的满汉碑文，背面无字。

### 碑文
乾隆年间成书的《日下旧闻考》记有碑文。《四庫全書》收录的《世宗憲皇帝御製文集》记有朝陽門至通州石道碑文，碑文如下：
自朝陽門至通州四十里，為國東門孔道。凡正供輸，將匪頒詔，糈由通州逹亰師者，悉遵是路。潞河為萬國朝宗之地，四海九州，嵗致百貨，千檣萬艘，輻輳雲集，商賈行旅，梯山航海，而至者車轂織絡，相望於道，盖倉庾之都㑹，而水陸之衝逵也。雖平治之令，以時舉行，而輪蹄經渉，嵗月滋久，地勢漸窪。又時雨既降，積雪初融之後，停注泥淖，有一車之蹶，需數十人之力，以資牽挽者矣。朕心軫念，爰命所司，相度鳩工，起窪為髙，建修石路，計長五千五百八十八丈，有竒寛二丈，兩傍土道，各寛一丈五尺，長亦如之。其由通州新城舊城，至各倉門，及東西沿河兩道，亦皆建修。石路共計，長一千五十餘丈，廣一丈二尺，及一丈五尺不等，費帑金三十四萬三千四百八十四兩有竒。經始於雍正七年八月至雍正八年五月告竣，有司請為文以紀其事。嘗稽周禮地官司徒令野修道，遂師廵其道修鄭鍔，䟽曰道路，以通往來之途，使賓至如歸，亦修文德以來，逺人之意。禮月令季春之月，命司空循行國邑，周視原野，開通道路，毋有障塞，典籍所垂，凡體國經野之政至備具也。朕臨御以來，詳求治理，早夜孜孜，惟恐不逮。近而郊圻，逺而郡邑，即遐陬僻壤之區，其有闗於利濟民物者，莫不因地制宜以次修舉。是役也，逺師古聖王之良法，美意而斟酌久逺，一勞永逸，良用欣慰。庶使遵是路者，瞻周道之蕩平正直，咸慶同軌之盛治焉。爰誌其嵗月而勒諸石云。